# Ctenocella atlantica
Ctenocella atlantica är en korallart som först beskrevs av Toeplitz 1910.  Ctenocella atlantica ingår i släktet Ctenocella och familjen Ellisellidae. Inga underarter finns listade i Catalogue of Life.